# Otto Weinhold jr

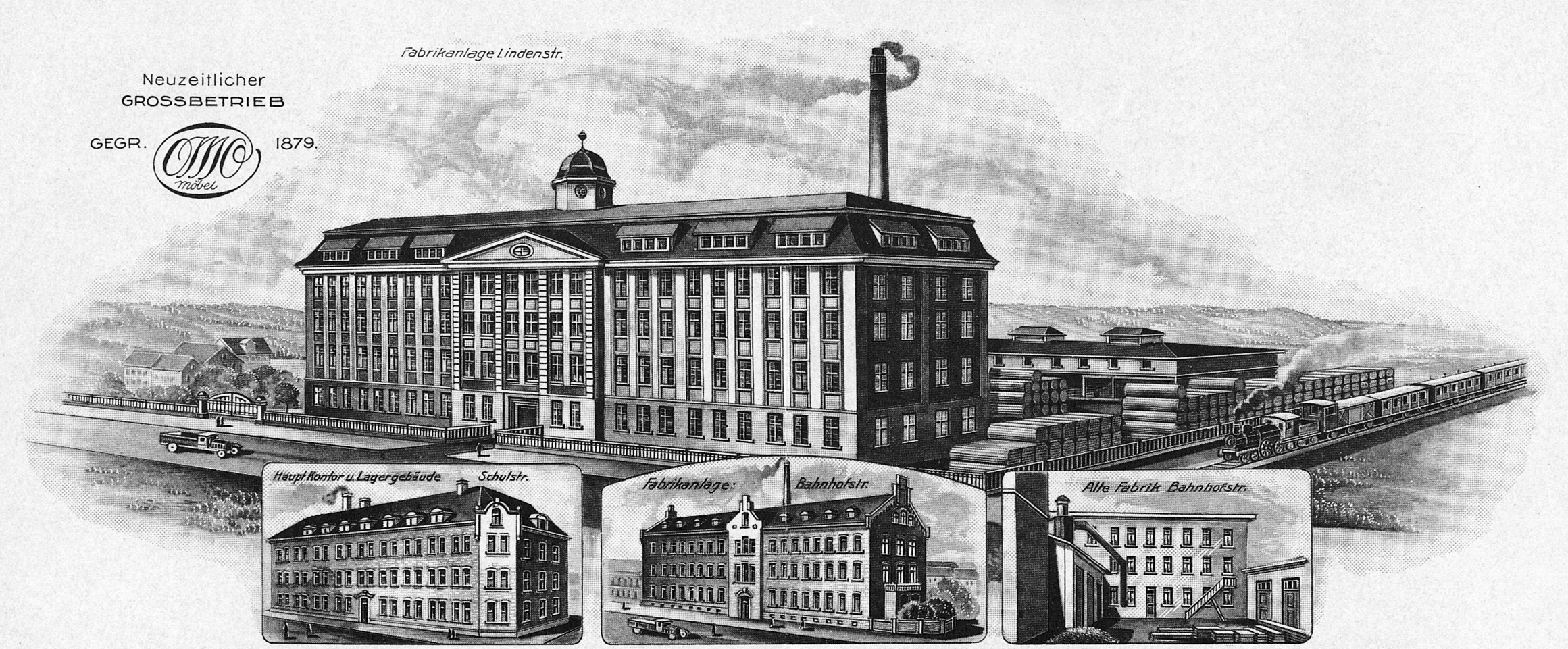
Fabrikanlagen

Otto Weinhold 1900

Die Kunstmöbelfabrik Otto Weinhold jr war eine Möbelfabrik in Olbernhau im Erzgebirge. Sie zählte zu den ersten deutschen Möbelfabriken, die noch im ausgehenden 19. Jahrhundert das Zeitalter der handwerklich orientierten Möbelherstellung durch maschinelle Fertigung ablöste.

## Geschichte
Otto Weinhold gründete 1879 die Kunstmöbelfabrik Otto Weinhold jr. Der Zusatz „Junior“ diente zur Abgrenzung vom Handwerksbetrieb seines Vaters Carl Gottlieb Weinhold. Das erste Fabrikgebäude mit Dampfmaschine und eigener Stromversorgung wurde 1884 errichtet. Weitere bauliche Maßnahmen folgten 1905 mit einem Gebäude für Büros, Möbelausstellung und -lager. Die Mitarbeiterzahl betrug 100. In der Nähe des Bahnhofs Olbernhau an der Bahnstrecke Pockau-Lengefeld–Neuhausen entstand 1910 das Fabrikgebäude an der Lindenstraße in Betonbauweise. Otto Weinhold starb 1912 im Alter von 57 Jahren. Das Unternehmen wurde von seiner Frau und seinen vier Söhnen, Albert, Carl, Paul und Edwin weitergeführt. Technischer Leiter wurde Albert Weinhold. 1929 waren 300 Mitarbeiter beschäftigt. Bis Ende 1943 existierte das Unternehmen als Familienbetrieb. 1944 beschlagnahmte das NSFK und die „Organisation Heyn“ den Betrieb für die Rüstungsproduktion. Der Neubeginn als Möbelfabrik begann Mitte Mai 1945. 1972 wurde der Betrieb von der DDR enteignet und als Volkseigener Betrieb weitergeführt. Reprivatisierungsversuche nach der Wende scheiterten. Die Treuhand übergab 1993 den Betrieb einer Mitarbeitergesellschaft, der Möwo GmbH, die nach einem Jahr in Konkurs ging.

## Produkte
Der Firmengründer hatte nach achtjähriger Wanderschaft in Deutschland umfassende Kenntnisse über die Möbelfertigung in den damaligen Handwerksbetrieben erlangt und sah die Zukunft in der maschinellen Fertigung kompletter Wohneinrichtungen. Aus dem Produktionsprogramm in den Jahren um 1900 sind Möbel in Museen (Kunstgewerbemuseum Dresden), auf internationalen Auktionen und als Katalogabbildungen erhalten. Sie belegen die Modellvielfalt in „Gotisch“, „Renaissance“, „Moderne Renaissance“, „Barock“, aber ganz besonders im „Jugendstil“. In den 1920er Jahren entwickelte Otto Weinhold jr zusammenstellbare Bücherschränke, die Vorläufer der „Wohnwände“. Nach der Beschlagnahmung des Betriebes 1944 wurden in der Möbelfabrik „Lindenstrasse“ die Rümpfe der Heinkel 162 S, ein zweisitziges Schulsegelflugzeug, produziert. Mitte Mai 1945 konnte nach Vernichtung der Kriegsrelikte die Möbelproduktion wieder aufgenommen werden. Otto Weinhold jr lieferte in den 1950er Jahren Möbel für die Intourist-Hotels in Berlin, Dresden und Leipzig, ebenso das Arbeitszimmer des sächsischen Ministerpräsidenten Max Seydewitz (1892–1987). Bis zur Enteignung 1972 wurde die Produktpalette auf ein einziges Möbelstück in großer Stückzahl für die Sowjetunion ausgerichtet, der Vitrine „Dessau“.